# Dinor Rdt
Pour les articles homonymes, voir RDT.
Dinor Rdt, de son vrai nom Nordine Arabat, né le 4 février 2003 dans le 14e arrondissement de Paris, est un rappeur et footballeur franco-marocain. Il se fait connaître initialement sur les réseaux sociaux grâce à ses Freestyles Laverie, où il rappe entouré de son entourage dans la laverie de son quartier, portant toujours ses lunettes 2 ski, un accessoire devenu emblématique de son personnage.

## Biographie

### Carrière musicale
En 2018, Dinor Rdt voit sa carrière musicale prendre un tournant décisif lorsque le rappeur Booba partage son freestyle intitulé Octogone sur les réseaux sociaux,. Ce coup de projecteur lui permet de signer un contrat avec le label Columbia France, grâce à l’intervention du producteur Mouss Parash.

#### Lunettes 2 SkietRonaldinor(2018-2021)
Le 12 juillet 2018, il sort son premier album Lunettes 2 Ski, qui comporte seize titres et inclut des collaborations avec des artistes renommés tels que Black M, Sadek, Roméo Elvis, Mister V, PLK et Leto. Le succès de cet album renforce sa notoriété dans le milieu du rap français. En première semaine, il fait un total de 1 549 vente dont 1 512 en streaming et 37 en téléchargement. Son titre Love de toi est certifié single d'or.
Le 22 janvier 2021, Dinor sort son deuxième album studio, Ronaldinor, une fusion entre son nom de scène et son joueur de football favori, Ronaldinho. Cet opus de treize titres comprend des collaborations prestigieuses avec Jul, Heuss l'enfoiré, Tayc, Hatik et Mister You. Dès sa sortie, l'album réalise de meilleures performances que son prédécesseur, avec 3 207 ventes en première semaine, 3100 en streaming, 84 en physiques et 23 en téléchargements.

#### InoxBirthday,Roue Arrière,Sous PiavetVida Loca(2022-2023)
Le 6 février 2022, il sort Inox Birthday, une musique en clip vidéo pour qui souhaite un bon anniversaire au vidéaste web Inoxtag.
Le 1 juillet 2022, il sort son titre Roue Arrière, accompagné d'un clip dans lequel on retrouve Michou, Inoxtag et Gazo.
Le 2 juin 2023, il sort sa musique Sous Piav en collaboration avec Inoxtag. Une partie du clip a été tournée dans la discothèque El Patio dans l'Oise.
Le 7 juillet 2023, il publie son single Vida Loca en collaboration avec Vegedream accompagné d'un clip vidéo.

#### RDT(2024)
Le 8 mars 2016, il sort son troisième album, RDT, composé de 12 titres avec aucune collaboration. Pour la promotion de ce projet, il fait un clip vidéo du morceau Ohlala avec l'influenceuse Tootatis présente dedans.

## Carrière football

### FC Sochaux-Montbéliard (2019-2020)
Parallèlement à sa carrière musicale, Dinor Rdt poursuit une carrière dans le football. Formé au club de Meudon (Hauts-de-Seine), il intègre ensuite le centre de formation du FC Sochaux-Montbéliard en 2019. La même année, il est appelé en équipe nationale marocaine U17, avec laquelle il dispute plusieurs matchs amicaux,.

### U.S. Sassuolo Calcio (2020-2022)
Le 5 février 2020, jour de son 18ᵉ anniversaire, il annonce sur son compte Instagram la signature de son premier contrat professionnel avec l'U.S. Sassuolo Calcio, club italien de Serie A,. Avant de rejoindre Sassuolo, il avait effectué un essai d'une semaine avec l'AS Roma, qui n'avait pas abouti en raison d'un désaccord contractuel,.
À partir de 2022, il devient un joueur sans club.

## Discographie

### Singles
| Année | Titre                         | Meilleure position | Meilleure position | Meilleure position | Certifications      | Album          |
| Année | Titre                         | FR                 | WAL                | SUI                | Certifications      | Album          |
| ----- | ----------------------------- | ------------------ | ------------------ | ------------------ | ------------------- | -------------- |
| 2018  | GTA #3                        | —                  | —                  | —                  | —                   | —              |
| 2019  | Lunettes 4 ski (avec Black D) | —                  | —                  | —                  | —                   | —              |
| 2019  | Octogone                      | —                  | —                  | —                  | —                   | —              |
| 2019  | Benef (avec Leto)             | —                  | —                  | —                  | —                   | Lunettes 2 ski |
| 2019  | J'dégaine                     | —                  | —                  | —                  | —                   | —              |
| 2019  | Booska2ski                    | —                  | —                  | —                  | —                   | —              |
| 2019  | Massa (avec Mister V)         | 62                 | Tip                | —                  | - France (SNEP): Or | Lunettes 2 ski |
| 2019  | Love de toi                   | —                  | —                  | —                  | - France (SNEP): Or | Lunettes 2 ski |
| 2020  | En bizzare                    | —                  | —                  | —                  | —                   | —              |
| 2020  | Minimum (avec Naza)           | 120                | —                  | —                  | —                   | —              |
| 2022  | Roue Arrière                  | —                  | —                  | —                  | —                   | —              |
| 2023  | Sous Piav (avec Inoxtag)      | —                  | —                  | —                  | —                   | —              |
| 2023  | Vida Loca (avec Vegedream)    | —                  | —                  | —                  | —                   | —              |
| 2024  | Ohlala                        | —                  | —                  | —                  | —                   | RDT            |

### Apparitions
2019 : 
- Hoos - Lunettes 2 ski (sur l'album French Riviera, Vol. 3 (Thleta Edition))

2020 : 
- Yaro avec Shotas et Dinor Rdt - J'connais pas (sur l'album La spé)
- CG6 - T'as cru que...Freestyle
- DJ Hamida - C'est une bombe (sur l'album A la bien (Mix Party 2020))
- Brvmsoo - Benef (sur l'album Boulevard de Pesaro)

2021 : 
- Alrima - Millions (sur l'album Royaume)
- La Fouine - Euthanasie (sur l'album XXI)
- Le Classico organisé avec Tony La Famille, Rémy, LIM, Jul, Hollis l'Infâme, joker, R.E.D.K. et Dinor Rdt - Oh mama oh (sur l'album Le Classico organisé)
- S-Pion - Bye bye (sur l'album Sourou 2)

2022 : 
- OMR - On a (sur la mixtape Feat Tape)
- Big Ben - Pas d'amis